# Myjaylo Stelmaj
Myjaylo Stelmaj (en ucraniano: Михайло Андрійович Стельмах; Zolochiv, RSS de Ucrania; 29 de abril de 1966 – 13 de enero de 2025) fue un futbolista y entrenador de fútbol ucraniano que jugó en la posición de centrocampista.

## Carrera

### Jugador
| Periodo   | Club                            | Apariciones | Goles |
| --------- | ------------------------------- | ----------- | ----- |
| 1985–1987 | Dynamo Irpin                    | 118         | 12    |
| 1988–1989 | FC Dynamo Kyiv                  | 12          | 1     |
| 1990      | FC Halychyna Drohobych          | 23          | 1     |
| 1991      | FC Shakhtar Donetsk             | 28          | 0     |
| 1991–1992 | FK Spartak Subotica             | 0           | 0     |
| 1992–1994 | FC Karpaty Lviv                 | 30          | 0     |
| 1993      | → Evis Mykolaiv (cedido)        | 7           | 0     |
| 1994      | → FC Borysfen Boryspil (cedido) | 19          | 1     |
| 1994–1996 | FC Vorskla Poltava              | 24          | 1     |
| 1995      | → CSKA-Borysfen Kyiv (cedido)   | 17          | 1     |
| 1996–1998 | CSKA Kyiv                       | 22          | 0     |
| 1997-1998 | → CSKA-2 Kyiv (cedido)          | 17          | 1     |

### Entrenador
| Periodo   | Club               |
| --------- | ------------------ |
| 2006      | FC Kharkiv         |
| 2008-2010 | FC Kharkiv         |
| 2014-2016 | FC Dinaz Vyshhorod |

## Logros
- Primera Liga de Ucrania (1): 1995/96
- Segunda Liga de Ucrania (2): 1993/94, 1995/96